# Gerhard Furtmüller
Gerhard Furtmüller (* 7. Februar 1967) ist ein österreichischer Betriebswirt, Wissenschaftler, Lehrender an der WU Wien und Autor. 

## Leben
Gerhard Furtmüller ist Senior Lecturer an der Wirtschaftsuniversität Wien, wo er am Department für Management arbeitet.
In seinen Forschungen widmet er sich dem Entstehen der intrinsischen Motivation. In diesem Zusammenhang beschäftigt er sich unter anderem mit der Frage, wie der "Innere Schweinehund" besiegt werden kann. Eine Lösung dieses Problems ist ihm gelungen, indem er den Crowding-in-Effekt nachweisen konnte. Die „Erzeugung der von innen kommenden“ Motivation ist in der Zeitschrift Academy of Management Learning and Education publiziert worden.

## Auszeichnungen (Auswahl)
- Nomination Ars Docendi. (2015)
- Preis für Exzellente Lehre. (2012)
- Marketing Natives Award für „Paul & Pauline“. (2012)

## Schriften (Auswahl)
- Personalmanagement, Führung, Organisation. (gemeinsam mit Wolfgang Mayrhofer und Helmut Kasper), 5. Auflage. Wien: Linde. (2015)
- Personalauswahl (gemeinsam mit Diana Zdravkovic) in Personalmanagement, Führung, Organisation. (2015)
- The hidden power of small rewards: The effects of insufficient external rewards on autonomous motivation to learn. (gemeinsam mit Christian Garaus und Wolfgang Güttel), Academy of Management Learning and Education. (2015)
- Energiepiraten. Wie Sie Lebensfreude gewinnen, wenn Sie Krafträuber vermeiden. Wien: Goldegg Verlag. (2014)
- Paul & Pauline. Aus Gegenwind wird Rückenwind. (gemeinsam mit Valerie Michaelis) Klagenfurt. Wieser. (2011)